# محمد إبراهيم (لاعب كريكت)
محمد إبراهيم (20 ديسمبر 1998 - ) هو لاعب كريكت أفغاني.

## وصلات خارجية
- محمد إبراهيم على موقع إي آس بي آن كريك إنفو (الإنجليزية)